# HD 197226
HD 197226，又名BD+38 4187，SAO 70367、HR 7922，是一颗恒星，视星等为6.51，位于銀經79.34，銀緯-1.74，其B1900.0坐标为赤經20h 37m 15.7s，赤緯+38° -1.74′ 34″。